# Тенофовир алафенамид

Тенофовир алафенамид фумарат, соль, используемая в производстве лекарственных средств.

Тенофовира алафенамид фумарат (МНН, ранее GS-7340) — нуклеотидный ингибитор обратной транскриптазы и пролекарство тенофовира. Он находится в стадии разработки компанией Gilead. Предназначен для лечения ВИЧ-инфекции и хронического гепатита В, применяется в виде Тенофовир алафенамид фумарат (ТАФ). Тесно связан с широко используемым ингибитором обратной транскриптазы Тенофовир дизопроксил, ТАФ обладает большей противовирусной активностью и лучше распределяется в лимфоидных тканях.

## История
В ноябре 2015 года FDA одобрило схемы лечения ВИЧ-1, основанные на применении Тенофовир алафенамида. Gilead оказалась первой фармкомпанией, получившей одобрение FDA на применение препаратов на основе Тенофовир алафенамида. В январе 2017 года индийский фармацевтический производитель Hetero начинает серийное производство Тенофовир алафенамид/эмтрицитабин под торговой маркой Tafero-EM.
Компания Gilead объявила о разработке вариантов препарата с кобицистатом, эмтрицитабином и ингибитором протеазы дарунавиром. В 48-недельном исследовании проходило сравнение элвитегравир/кобицистат/эмтрицитабин/тенофовир дизопроксил с элвитегравир/кобицистат/эмтрицитабин/тенофовир алафенамид (торговое название Genvoya). Результаты показали, что новый препарат не уступает предыдущему, требуются гораздо меньшие дозы, частотой побочных эффектов значительно ниже, особенно таких как нарушение функции почек.
Также компания Gilead в 2018 году объявила об успешном окончании клинических испытаний в Китае комбинированного препарата Тенофовир алафенамид с кобицистатом, эмтрицитабином и элвитегравиром, фаза 3 испытаний проводится в США с 2013г).